# Ски бягане на зимните олимпийски игри 2010
Състезанията по ски бягане на Зимните олимпийски игри през 2010 г. се провеждат в Олимпийския парк в Уислър между 15 и 28 февруари.
Бронзовата медалистка от спринта Петра Майдич пада по време на тренировка преди старта и си чупи четири ребра. Словенската федерация по ски подава жалби към МОК, организационния комитет и световната федерация по ски, поради неадекватни мерки за сигурност, довели до падането на Майдич в триметров трап. Въпреки това Майдич печели бронзов медал в спринта.

## Дисциплини

### 10 км свободен стил жени
Състезанието на 10 километра за жените се провежда в свободен стил с интервален старт на 15 февруари 2010. Победителка е шведката Шарлот Кала, пред естонката Кристина Шмигун-Ваехи и норвежката Марит Бьорген. Българските представителки Антония Григорова и Теодора Малчева завършват съответно на 66-о и 69-о място от 78 участнички. Фаворитката преди старта Юстина Ковалчик от Полша завършва пета.
| Място | Име                   | Държава  | Време        | Бележки |
| ----- | --------------------- | -------- | ------------ | ------- |
| 01    | Шарлот Кала           | Швеция   | 24:58.4 мин. |         |
| 02    | Кристина Шмигун-Ваехи | Естония  | +6.6         |         |
| 03    | Марит Бьорген         | Норвегия | +15.9        |         |
| 60    | Антония Григорова     | България | +3:29.3      |         |
| 66    | Теодора Малчева       | България | +4:54.0      |         |

### 15 км свободен стил мъже
Състезанието на 15 км за мъжете се провежда в свободен стил на 15 февруари 2010 след състезанието на 15 км за жените. Победител е швейцарецът Дарио Колоня, следван от италиенеца Пиетро Пилер Котрер и чеха Лукаш Бауер. Българският представител Веселин Цинзов завършва на 50-о място.
Лидерът за световната купа Петер Нортхуг от Норвегия остава 41-ви. Целият норвежки отбор се представя много слабо поради проблеми с ваксата.
| Място | Име                 | Държава   | Време   | Бележки |
| ----- | ------------------- | --------- | ------- | ------- |
| 01    | Дарио Колоня        | Швейцария | 33:36.3 |         |
| 02    | Пиетро Пилер Котрер | Италия    | +24.6   |         |
| 03    | Лукаш Бауер         | Чехия     | +35.7   |         |
| 50    | Веселин Цинзов      | България  | +2:53.4 |         |

### Спринт жени
Спринтът на жените се провежда на 17 февруари 2010 по трасе с дължина 1,4 км в класически стил. Участие вземат 55 състезателки от 26 страни. Печели норвежката Марит Бьорген пред полякинята Юстина Ковалчик и словенката Петра Майдич. Майдич пада и чупи четири ребра преди старта, но въпреки това успява да спечели бронзовия медал.
| Място | Име             | Държава  | Време  | Бележки |
| ----- | --------------- | -------- | ------ | ------- |
| 01    | Марит Бьорген   | Норвегия | 3:39.2 |         |
| 02    | Юстина Ковалчик | Полша    | +1.1   |         |
| 03    | Петра Майдич    | Словения | +1.8   |         |
| 4     | Ана Олсон       | Швеция   | +2.5   |         |
| 5     | Магда Генуин    | Италия   | +9.9   |         |
| 6     | Селин Брун-Ли   | Норвегия | +12.3  |         |

### Спринт мъже
Спринтът на мъжете се провежда на 17 февруари 2010 по трасе от 1,6 км в класически стил. Победител е руснакът Никита Крюков, пред сънародника му Александър Панжински и норвежеца Петер Нортхуг. Първите двама завършват с еднакво време и местата са поделени с фотофиниш.
| Място | Име                  | Държава   | Време   | Бележки   |
| ----- | -------------------- | --------- | ------- | --------- |
| 01    | Никита Крюков        | Русия     | 3:36.3  | фотофиниш |
| 02    | Александър Панжински | Русия     | +0.0    | фотофиниш |
| 03    | Петер Нортхуг        | Норвегия  | +9.2    |           |
| 4     | Ола Виген Хатестад   | Норвегия  | +13.7   |           |
| 5     | Алексей Полтаранин   | Казахстан | +18.1   |           |
| 6     | Ойстайн Петерсен     | Норвегия  | +1:19.9 |           |

### 15 км преследване жени
Преследването на жените (7,5 км класическо бягане + 7,5 км бягане свободен стил) се провежда на 19 февруари 2010. Състезателките стартират с масов старт. След 7,5 км бягане в класически стил сменят ските и бягат 7,5 км в свободен стил. Печели норвежката Марит Бьорген, за която това е трети медал от игрите. Втора е шведката Ана Хааг, а полякинята Юстина Ковалчик печели бронзовия медал след фотофиниш с норвежката Кристин Стьормер Стейра.
| Място | Име               | Държава  | Време   | Бележки |
| ----- | ----------------- | -------- | ------- | ------- |
| 01    | Марит Бьорген     | Норвегия | 39:58.1 |         |
| 02    | Ана Хааг          | Швеция   | 40:07.0 |         |
| 03    | Юстина Ковалчик   | Полша    | 40:07.4 |         |
| 62    | Антония Григорова | България | 49:31.5 |         |

### 30 км преследване мъже
Преследването на мъже (15 км класическо бягане + 15 км бягане свободен стил) се провежда на 20 февруари 2010. Златният медал печели шведът Маркус Хелнер, който печели пред германеца Тобиас Ангерер и шведа Йохан Олсон. Това е първо участие на олимпийски игри за Хелнер.
| Място | Име            | Държава  | Време     | Бележки     |
| ----- | -------------- | -------- | --------- | ----------- |
| 01    | Маркус Хелнер  | Швеция   | 1:15:11.4 |             |
| 02    | Тобиас Ангерер | Германия | 1:15:13.5 |             |
| 03    | Йохан Олсон    | Швеция   | 1:15:14.2 |             |
| –     | Веселин Цинзов | България | –         | не завършва |

### Отборен спринт жени
Отборният спринт на жените се провежда на 22 февруари 2010. Печели германската двойка Ефи Захенбахер-Щееле / Клаудия Нистад, пред шведките Шарлот Кала / Ана Хааг и рускините Ирина Казова / Наталия Коростельова.
| Място | Име                                   | Държава  | Време   | Бележки |
| ----- | ------------------------------------- | -------- | ------- | ------- |
| 01    | Ефи Захенбахер-Щееле / Клаудия Нистад | Германия | 18:03.7 |         |
| 02    | Шарлот Кала / Ана Хааг                | Швеция   | +0.6    |         |
| 03    | Ирина Казова / Наталия Коростельова   | Русия    | +4.0    |         |

### Отборен спринт мъже
Отборният спринт на мъжете се провежда на 22 февруари 2010. Печели норвежката двойка Петерсен / Нортхуг, пред немците Чарнке / Тайхман и руснаците Морилов / Петухов. Състезанието се провежда като всеки от отборите пробягва шест пъти дистанция от 1,6 км, като състезателите се сменят три пъти. Провеждат се полуфинални и финално бягания. Олимпийските шампиони от Торино 2006 - Швеция - отпадат в полуфиналите.
| Място | Име                               | Държава  | Време   | Бележки |
| ----- | --------------------------------- | -------- | ------- | ------- |
| 01    | Ойстейн Петерсен / Петер Нортхуг  | Норвегия | 19:01.0 |         |
| 02    | Тим Чарнке / Аксел Тайхман        | Германия | +1.3    |         |
| 03    | Николай Морилов / Алексей Петухов | Русия    | +1.5    |         |

### Щафета 4 х 10 км мъже
Щафетата на мъжете от 4 х 10 км се провежда на 24 февруари 2010. Първите двама състезатели от всеки отбор бягат в класически, а последните двама – в свободен стил. Печели отборът на Швеция пред тези на Норвегия и Чехия. Това е първи златен медал в щафетата за Швеция, от Олимпиадата в Калгари през 1988 г. Шампионите от Торино 2006 – Италия – завършват на девето място и за първи път от 1988 не са сред медалистите.
| Място | Състезатели                                                       | Държава  | Точки     | Бележки |
| ----- | ----------------------------------------------------------------- | -------- | --------- | ------- |
| 01    | Даниел Рихардсон Йохан Олсон Андерс Сьодергрен Маркус Хелнер      | Швеция   | 1:45:05.4 |         |
| 02    | Мартин Йонсруд Сундби Од-Бьорн Хелмесет Ларс Бергер Петер Нортхуг | Норвегия | +15.9     |         |
| 03    | Мартин Якс Лукаш Бауер Иржи Магал Мартин Кукал                    | Чехия    | +16.5     |         |

### Щафета 4 х 5 км жени
Щафетата на жените от 4 х 5 км се провежда на 25 февруари 2010. По две състезателки от всеки отбор бягат класически и свободен стил. Златният медал печелят норвежките пред германките и световните шампионки от Финландия. Норвегия е била сред медалистите на всички Олимпиади от 1976 до 2010 с изключение на тази в Торино през 2006 г. Руската женска шафета, шампиони от 1988, 1992, 1994, 1998 и 2006, завършва на осмо място.
| Място | Състезатели                                                          | Държава   | Точки   | Бележки |
| ----- | -------------------------------------------------------------------- | --------- | ------- | ------- |
| 01    | Вибеке Скофтеруд Терезе Йохауг Кристин Стьормер Стейра Марит Бьорген | Норвегия  | 55:19.5 |         |
| 02    | Катрин Целер Ефи Захенбахер-Щеле Мириам Госнер Клаудия Нистад        | Германия  | +24.6   |         |
| 03    | Пирьо Муранен Вирпи Куйтунен Риита-Лииса Ропонен Аино-Каиса Сааринен | Финландия | +30.4   |         |

### 30 км масов старт жени
Масовият старт на 30 км за жени се провежда на 20 февруари 2010 в класически стил. В оспорваното състезание печели най-силната състезателка за световната купа Юстина Ковалчик от Полша, която изпреварва норвежката Марит Бьорген с 0,3 секунди. Трета остава финландката Аино-Каиса Сааринен.
| Място | Име                 | Държава   | Време     | Бележки |
| ----- | ------------------- | --------- | --------- | ------- |
| 01    | Юстина Ковалчик     | Полша     | 1:30:33.7 |         |
| 02    | Марит Бьорген       | Норвегия  | +0.3      |         |
| 03    | Аино-Каиса Сааринен | Финландия | +1:05.0   |         |

### 50 км масов старт мъже
Масовият старт на 50 км за мъже се провежда на 20 февруари 2010 в класически стил. Златният медал печели норвежецът Петер Нортхуг с финален спринт, пред германеца Аксел Тайхман и шведа Йохан Олсон.
| Място | Име           | Държава  | Време     | Бележки |
| ----- | ------------- | -------- | --------- | ------- |
| 01    | Петер Нортхуг | Норвегия | 2:05:35.5 |         |
| 02    | Аксел Тайхман | Германия | +0.3      |         |
| 03    | Йохан Олсон   | Швеция   | +1.0      |         |